# Santuario di San Gabriele dell'Addolorata
Il santuario di San Gabriele dell'Addolorata è un santuario della Chiesa cattolica che si trova ai piedi del Gran Sasso d'Italia, nel comune di Isola del Gran Sasso d'Italia, in provincia di Teramo (Abruzzo). Il complesso comprende 4 strutture principali: 
- il convento, che ospita la sede dei Passionisti, dove nel 1862 morì san Gabriele dell'Addolorata;
- la chiesa antica;
- il nuovo santuario del 1970 in cemento armato, vetro ed acciaio, che in genere viene aperta nei giorni festivi per accogliere l'alto numero di pellegrini (può contenere tra le 5 e le 6 000 persone);
- la sede del periodico Eco di San Gabriele, rivista mensile collegata all'attività del santuario.

## Storia

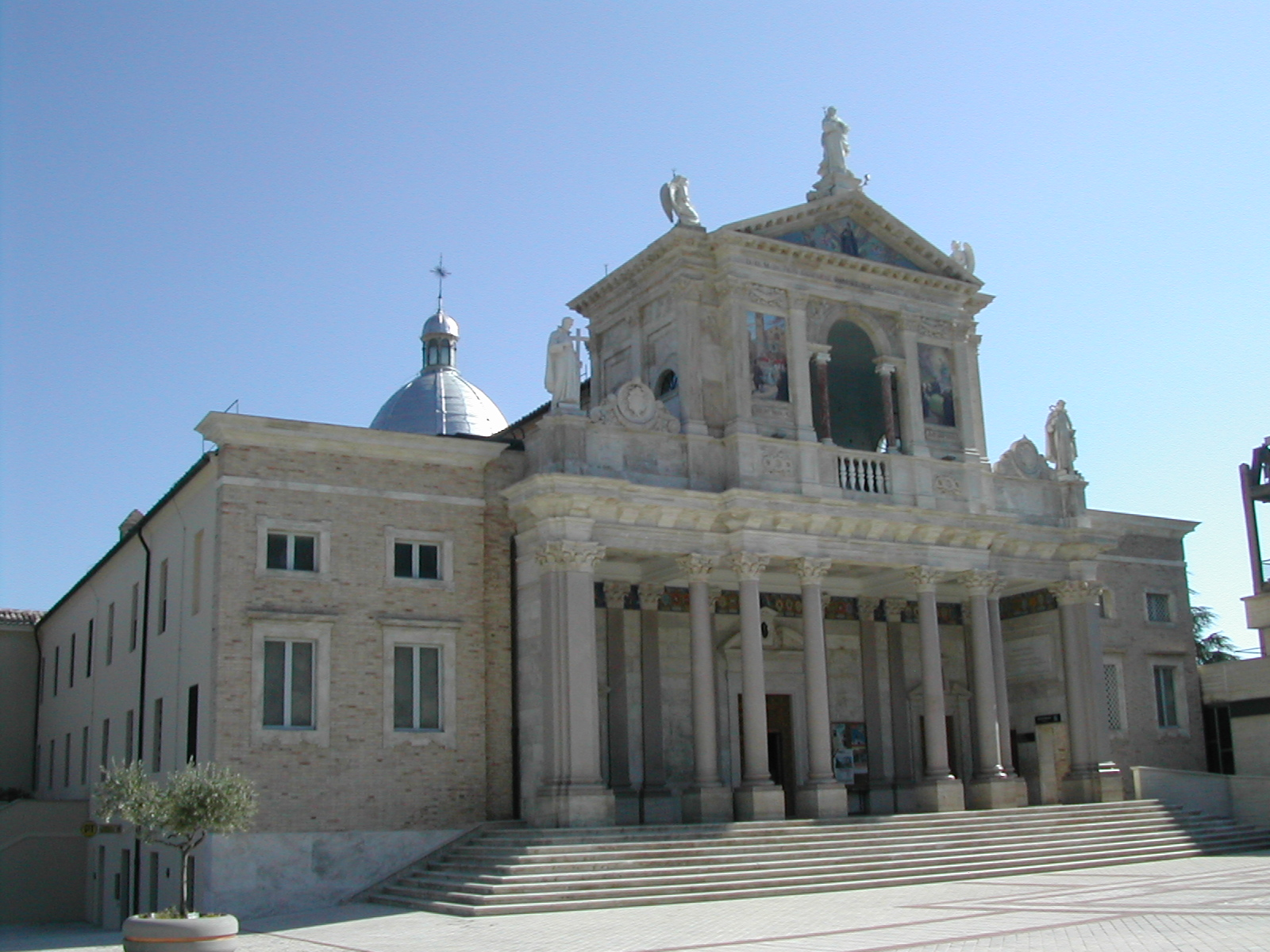
La chiesa antica

Verso il 1215, san Francesco d'Assisi fondò un convento per il suo ordine francescano, nel comune di Isola del Gran Sasso d'Italia, dove rimase fino al tempo delle soppressioni napoleoniche; tale convento è l'attuale Santuario di San Gabriele.
A quanto sembra il santo di Assisi, di ritorno da Roma, venne invitato a mettere pace tra alcune famiglie che si contendevano la proprietà di una chiesa che incideva sulle rispettive proprietà. La piccola Chiesa era in effetti posta sui confini tra Isola di Penne (oggi Isola del Gran Sasso), Trignano e Colledara. Le famiglie, in questione, ammirate del poverello di Assisi pensarono di fargli dono della Chiesa e di un po' di terra attorno alla medesima, togliendo così di fatto il motivo del contendere. Probabilmente nel 1216, iniziò la costruzione di un convento e legato alla chiesetta preesistente.
Nel 1809 il convento fu abbandonato dai seguaci di san Francesco, in seguito alla soppressione degli ordini religiosi del periodo napoleonico. 
Successivamente la comunità di Isola di Penne, nella persona del sindaco di allora, chiese ai Passionisti di occupare il convento. Questi, partendo da l'Aquila, vennero a predicare una missione nel piccolo centro, quindi visionarono la struttura e presero gli accordi necessari. La prima comunità passionista nel convento si insediò nel 1847. Il giovane Gabriele dell'Addolorata sarebbe arrivato in questo "ritiro" solo nel 1859. La chiesa antica fu quindi oggetto di due successivi lavori di ampliamento: nel 1908 e nel 1920 in corrispondenza cioè della beatificazione e della successiva canonizzazione del santo.
Il portale dell'antica chiesa, che reca l'iscrizione della dedica (Alla vergine Immacolata, San Tommaso, San Francesco, San Cassiano e altri) è stata traslata nel chiostro dove è conservata con l'iscrizione "Porta della Chiesa dal 1590 al 1908". È infatti interessante osservare che la chiesa già a quel tempo fosse dedicata alla Immacolata Concezione di Maria visto che il dogma non sarebbe stato proclamato che oltre due secoli e mezzo dopo, nel 1854.
Dell'originario edificio oggi restano solo: il "Pozzo di San Francesco", la "Scala San Gabriele" (dietro l'antico refettorio, oggi sala capitolare dei religiosi) e, nel chiostro con portali in pietra del XVI secolo, una serie di affreschi del XVII secolo che raffigurano scene della vita di san Francesco.
Nella Chiesa antica è ancora visibile la "tomba" (o luogo della sepoltura) in cui il corpo del santo riposò tra il 1862 e il 1892. 
I resti mortali del santo invece, dal 1914 sono posti in un'urna le cui fattezze richiamano quelle del santo nella postura denominata "del riposo del giusto" disteso, ma sveglio e orante.
La teca contenente l'urna, anticamente posta in una cappella circolare all'interno del vecchio santuario, è stata successivamente traslata nella cripta del nuovo santuario. 
La cripta e i confessionali della nuova chiesa sono stati benedetti da Papa Giovanni Paolo II il 30 giugno 1985, essendo la Chiesa ancora oggetto di lavori. La dedicazione del nuovo santuario si è celebrata infine nel 2014, il 21 settembre.
Nel luglio del 1929 papa Pio XI aveva elevato il vecchio santuario alla dignità di basilica minore.

## Descrizione

### Vecchio santuario

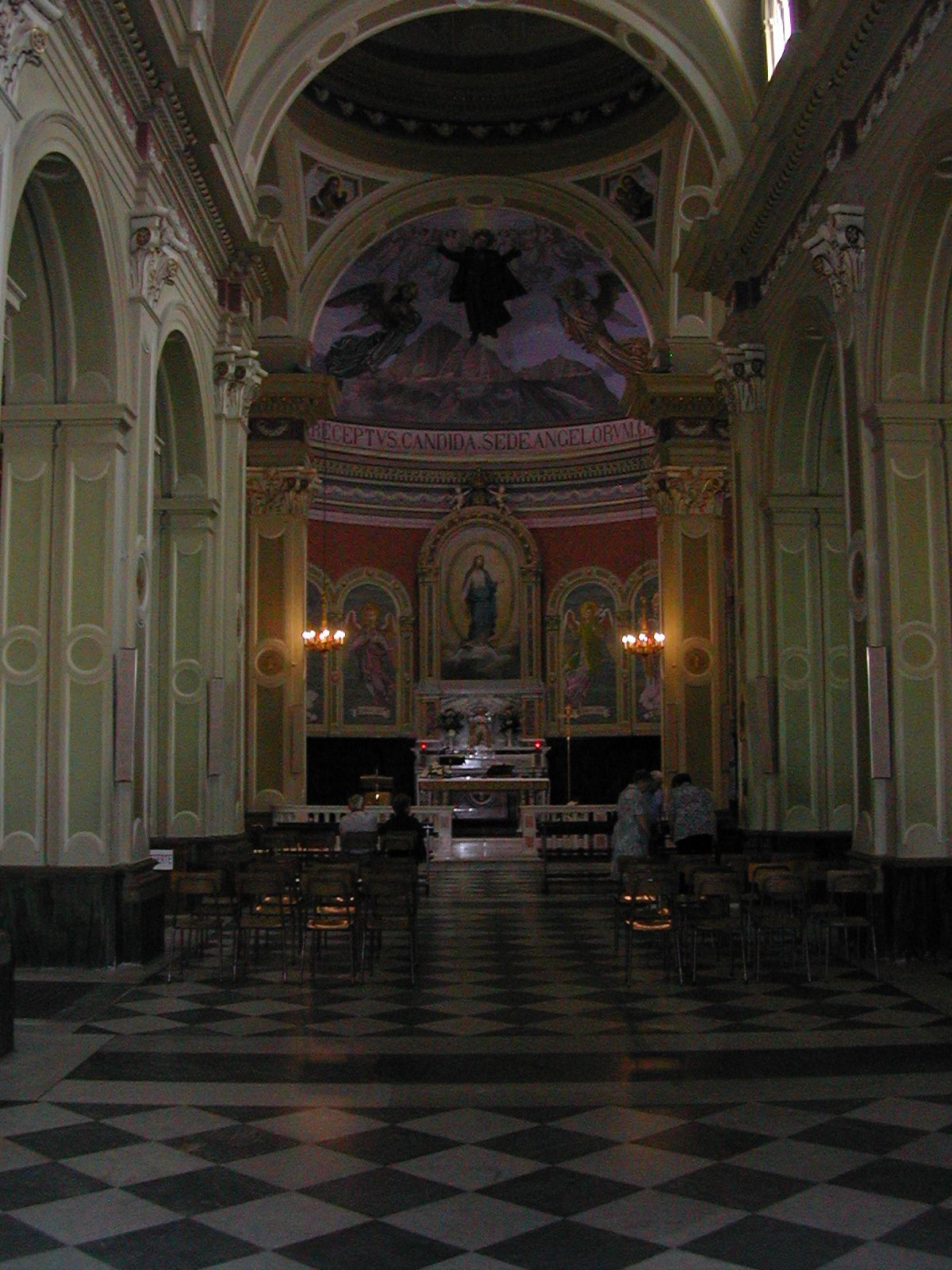
Interno del santuario storico

La chiesa ha pianta basilicale con una facciata monumentale costituita da un portico sorretto nella parte centrale da due gruppi di tre colonne ciascuno disposte a triangolo. L'entrata in marmo ha tre portali di cui il centrale maggiore sormontato da un architrave dipinto.
La facciata vera e propria è decorata da due statue di santi collocate lateralmente sopra al portico, sopra il quale si erge la loggia caratterizzata da un solo ampio arco centrale sorretto da due colonne. Al fianco dell'arco, usato per le benedizioni, sono ritratte due scene importanti della vita di San Gabriele dell'Addolorata. L'architrave della facciata è in stile tempio greco, con dipinto San Gabriele attorniano dagli angeli. Altre tre statue decorano l'architrave.
Al fianco c'è il convento di dei padri Passionisti, cui si accede da una due rampe di scale con al centro la statua di Benedetto XV, il papa che ha canonizzato San Gabriele.
L'interno è a tre navate e ha aspetti barocchi. Le volte sono dipinte in celeste, mentre sulle cappelle non ci sono elementi artistici rilevanti. L'abside è decorata alla maniera paleocristiana con i santi ritratti in logge finte. Sulla lunetta superiore c'è San Gabriele tra due Angeli Annunciatori: San Gabriele e San Michele. Le colonne sono decorate da capitelli ionici.
Entrando nella Chiesa, circa a metà della navata centrale c'è l'antica cappella in cui riposarono le spoglie del santo prima della costruzione del nuovo santuario. Tale cappella è realizzata in falso stile gotico con marmoree arcate strette ed elevate, rabescate in oro in cui sono ritratti angeli in preghiera. 

### Nuovo santuario

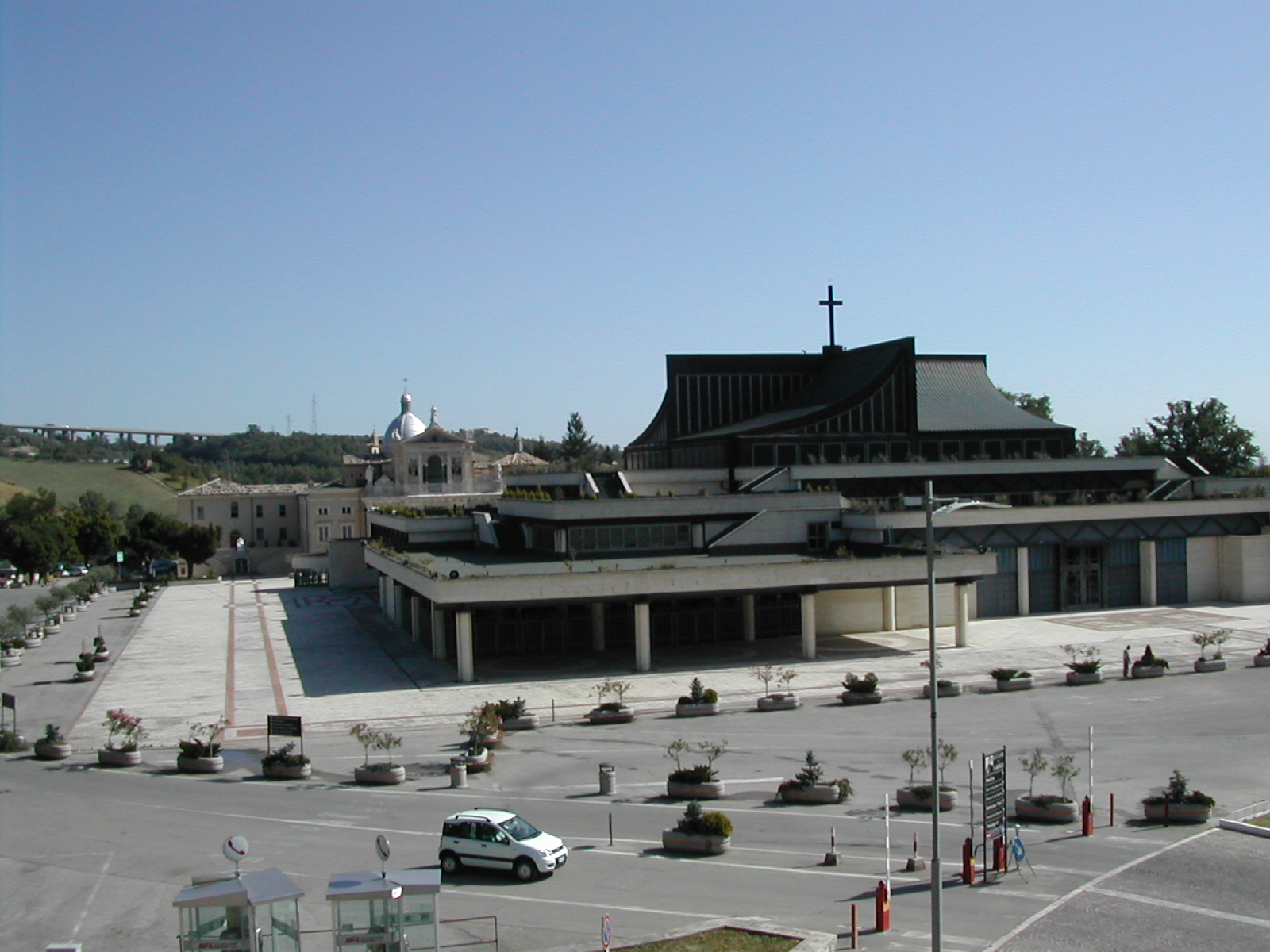
Il santuario nuovo

La costruzione iniziò il 26 febbraio 1970, sotto la direzione dell’ingegnere Rino Rossi, per garantire maggior presenza di pellegrini. I progetti furono elaborati dagli “Studi Associati Buttura-Massoni” di Milano negli anni ’60, durante il Concilio Vaticano II. I lavori furono affidati prima all’impresa di costruzioni B. Di Pietro e C. di Roma e poi all'impresa di costruzioni Giulio Valerii di Teramo. L'architetto Eugenio Abruzzini supervisionò il nuovo progetto dal 1983 al 2000, finché i lavori non si compirono nel 2014.
Il santuario è realizzato come una grande croce greca con quattro braccia snelle, ma che si collegano per via di ampi ventagli, ciascun capo del braccio all'altro. La copertura del tetto è in ferro e poggia sopra l'entrata dell'edificio che ha pianta quadrata in cemento. Sopra questa sta la croce di ferro. Le vetrate, collocate in maniera ritmica, hanno forma rettangolare.
Al centro della Croce greca si trova l'altare maggiore decorato di marmi policromi. Ciascun elemento dell'altare maggiore ha uno specifico richiamo ai documenti del [[Concilio Vaticano II]]. Se a destra e sinistra e di fronte all'altare ci sono delle porte, non così nella parte di croce greca dietro l'altare maggiore, ove invece è collocato un altare feriale le cui parti sono tutte decorate da preziosi mosaici opera di Fra' Ugolino da Belluno.
Accanto all'altare maggiore, poi, sono poste due imponenti opere in Ceramica di Castelli raffiguranti: da una parte il Crocifisso con i santi passionisti, dall'altra il risorto con alcuni santi moderni. 
La chiesa è stata provvista nel 2012 di un organo a canne fabbricato nel 1961 dalla ditta tedesca Späth (Opus 737) e installato da Claudio Anselmi Tamburini, che in tale occasione ha aggiunto tre nuovi registri; si articola in unico corpo, su cantoria angolare tra navata e transetto di destra. Lo strumento conta 3200 canne per un totale di 49 registri distribuiti su tre manuali, la trasmissione è elettrica.

## La devozione

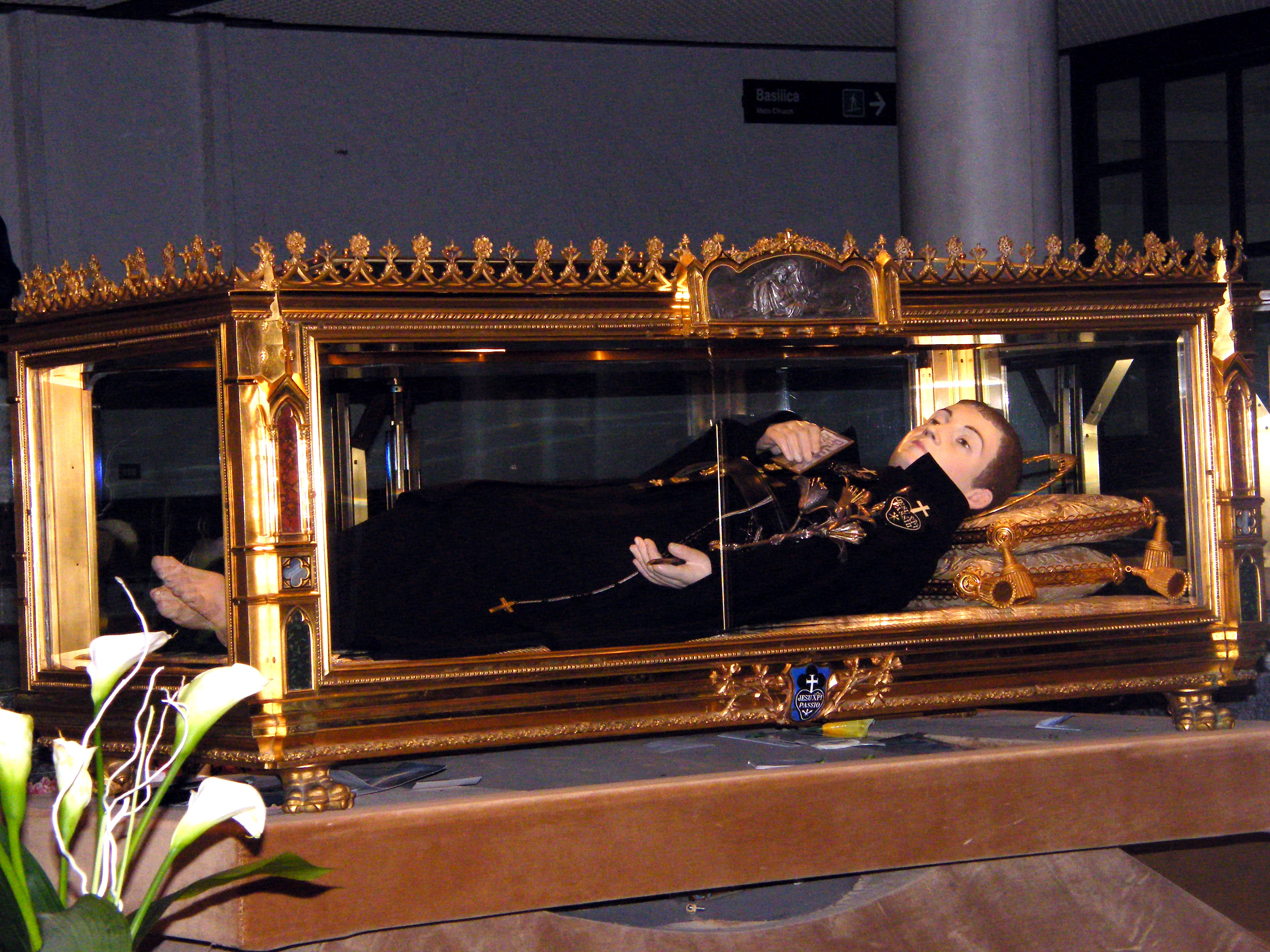
L'urna con il resti di San Gabriele nel moderno santuario

Il santuario di San Gabriele dell'Addolorata è una meta di pellegrinaggio molto cara ai giovani. Due gli appuntamenti principali: uno nel mese di marzo, a cento giorni dall'esame di stato, per prendere il diploma di scuola media superiore, in cui migliaia di studenti provenienti dall'Abruzzo e dalle Marche, arrivano al santuario, per pregare per un buon esito dell'esame, e nel quale vengono benedette le penne; ed un altro nell'ultima settimana di agosto, in cui viene celebrata la tendopoli durante la quale centinaia di giovani (ma anche meno giovani) si accampano per cinque giorni, dando vita ad un meeting religioso.
Tra i celebri visitatori del santuario, papa Giovanni Paolo II e l'allora prefetto della Congregazione per la dottrina della fede, Joseph Ratzinger. Il ricordo di queste visite è testimoniato dalle foto esposte nel nuovo santuario.

## Arte
Il moderno santuario, realizzato su progetto della scuola di Gio Ponti e completato dall'architetto Eugenio Abruzzini, ospita pregevoli esempi di arte sacra contemporanea di artisti come Enrico Accatino, Ugolino da Belluno, Guido Strazza, Tito Amodei, Nino Di Simone.